# Konstantin Totev
Konstantin Totev, en Búlgaro: Константин Христов Тотев (nacido el 24 de enero de 1927 en Bulgaria) es un exjugador búlgaro de baloncesto. Consiguió 1 medalla de plata en el Eurobasket de Bulgaria 1957 con Bulgaria.